# 白毓麟
白毓麟（1894年—1933年3月11日），中华民国军事人物，辽宁省辽阳市辽阳县唐马寨镇蚂蜂泡村人，东北军12旅635团上校团长。1933年3月，白毓麟在古北口与日军交戰時身亡，终年39岁。

## 生平
1919年，白毓麟毕业于东北讲武堂，遂入东北军。1931年初，蒋介石打算调白毓麟到江西围剿中国工农红军。由于白毓麟的父亲白永贞是张学良的文学老师，加之白毓麟和张学良同时毕业于东北陆军讲武堂第十期，因此两人私交公谊甚厚。在张学良从中斡旋下，白毓麟留在了东北。
白毓麟一開始駐扎在防兴城，九一八事变后跟随张学良撤到关内，驻防丰台南苑。1933年，长城战役爆发，白毓麟向张学良请战并给父亲白永贞写信：“战阵无勇非孝也，宁可马革裹尸也不遭亡国之恨，即战死，与国与家无遗憾。”1933年3月6日，白毓麟率所属部队2000余名官兵，奔赴古北口前线，3月8日即投入战斗，与日本关东军连续激战三天三夜，于3月11日上午10时，遭日机轰炸身亡。关麟征、杜聿明和郑洞国紧急增援，但抵挡不住拥有飞机、重炮、坦克的关东军，仅一天一夜就败下阵来，古北口长城随之失守。

## 后事
长城战役结束后，张学良亲笔题写"为国干城"四个字，制匾派人送给白毓麟家属。日本投降后，白毓麟的部下乔秀山（时为东北军上校团长）将其灵柩用火车送回故乡蚂蜂泡村，1947年将其安葬在村西泡子沿。
1985年春，辽宁省人民政府追认白毓麟为革命烈士。1995年为其立碑，碑额刻"国有干城"四字，碑阳楷书"革命烈士白毓麟之墓"，碑阴记白毓麟生平。1986年，中华人民共和国民政部向白毓麟后人颁发了革命烈士证明书。